# Cyllenia rustica
Cyllenia rustica är en tvåvingeart som först beskrevs av Rossi 1790.  Cyllenia rustica ingår i släktet Cyllenia och familjen svävflugor. Inga underarter finns listade i Catalogue of Life.